# Орумбаева, Гульсауле Абдыхадыровна

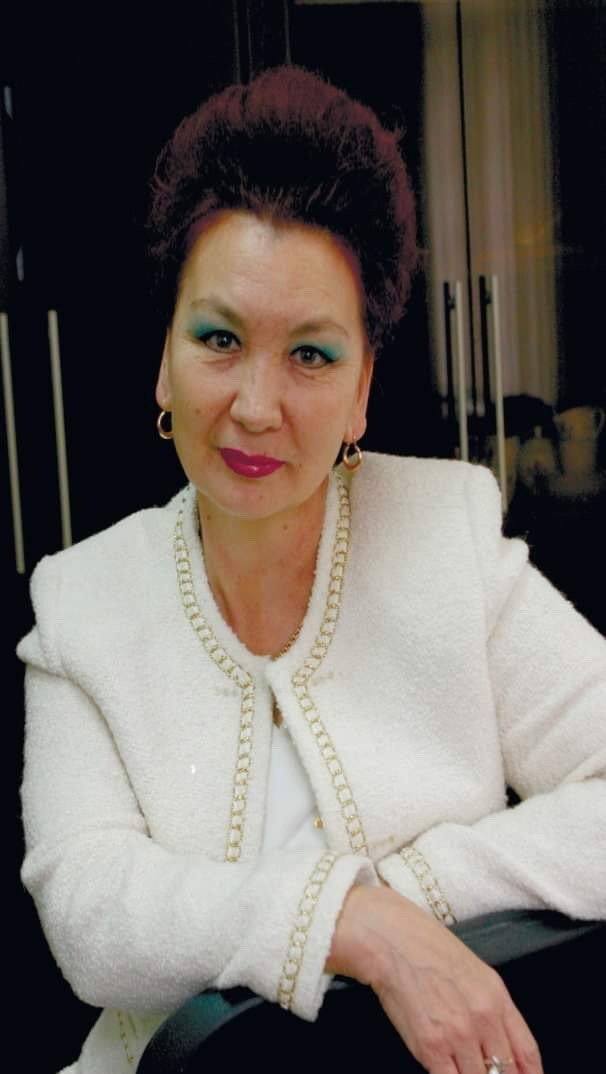

Гульсауле Абдыкадыровна Орумбаева (род. 18 февраля 1952, село Бирлик, Мойынкунский район, Джамбулская область) — казахстанская танцовщица, балетмейстер. Заслуженный деятель Казахстана (1996). Художественный руководитель и главный балетмейстер Государственный ансамбль танца РК «Салтанат».

## Биография и творчество
Родилась 19 февраля 1952 года в селе Бирлик, Чуйский район, Джамбулская область
Выпускница хореографического училища им. А. Селезнева Орумбаева Гульсауле сразу обратила на себя внимание Художественного руководства ансамбля «Гульдер» своей незаурядной внешностью, пластичностью, огромным трудолюбием, большим знанием и прекрасным исполнением национальной хореографии. Трудовая деятельность началась с назначением её солисткой ансамбля.
Гастроли в Малайзии, Сингапуре, Шри-Ланке, Пакистане, Бирме, Германии, Бельгии, Турции, по всем союзным Республикам бывшего СССР определили её главную творческую направленность — как непревзойденную исполнительницу танцев народов мира.
По окончании педагогического института весь накопленный творческий опыт по исполнению самобытных национальных танцев, танцев народов мира передавался её молодым артистам балета. Научные и методологические труды, такие как учебники по казахскому танцу, методические указания по преподаванию, программа обучения казахскому танцу — все это итоги большого творческого пути. Преподавание в Алматинском Государственном университете на отделении хореографии дало возможность воспитать, передать опыт многим выпускникам, которые успешно работают во многих коллективах Республики дальнего и ближнего зарубежья. Много выпускников Орумбаевой Г. удостоены званий заслуженных артистов и деятелей, стали лауреатами международных и республиканских конкурсов.
Руководство страны высоко оценив педагогическую и творческую деятельность Г. Орумбаевой, присвоило ей звание «Заслуженный деятель искусств РК».
Богатый творческий и практический опыт позволили ей возглавить Государственный ансамбль танца РК «Салтанат». Её назначение Художественным руководителем и главным балетмейстером кардинально изменило творчество ансамбля в развитии казахской народной сценической хореографии.
В прошлом являясь лучшей ученицей Народной артистки Казахской ССР Шары Жиенкуловой, воспитанная на её методике преподавания хореографии казахского народного танца Гульсауле Орумбаева реформировала и реорганизовала творческий процесс, создала новый стиль, который заключается в синтезе народного танцевального фольклора и школы классического танца. Такой сплав дал возможность передать со сцены подлинную поэзию, внутреннюю силу и красоту танцев народов Казахстана.
Этот факт был единодушно отмечен Международным жюри на конкурсе коллективов народного танца в г. Пусан (Южная Корея, 1998 г.). Коллектив ансамбля стал лауреатом и был награждён дипломом. Её опыт и талант дали новый импульс для дальнейшего роста коллектива.
Приоритеты художественного руководителя — дисциплина и полная самоотдача в работе.

## Награды и звания
- 1996 — Заслуженный деятель Казахстана (Қазақстанның еңбек сіңірген қайраткері)[1]
- 1998 — Медаль «Астана»
- 2001 — Медаль «За трудовое отличие» (Казахстан)[2][3]
- 2001 — Почетная грамота Президента Республики Казахстан
- 2007 — Орден Курмет[4]
- 2011 — Медаль «20 лет независимости Республики Казахстан»
- 2015 — Медаль «20 лет Конституции Республики Казахстан»
- 2015 — Орден Парасат[5]
- 2015 — Медаль « 550-летие Казахского ханства»
- 2016 — Медаль «25 лет независимости Республики Казахстан»
- 2018 — Медаль «20 лет Астане»[6]